# Jakovlev & Frese

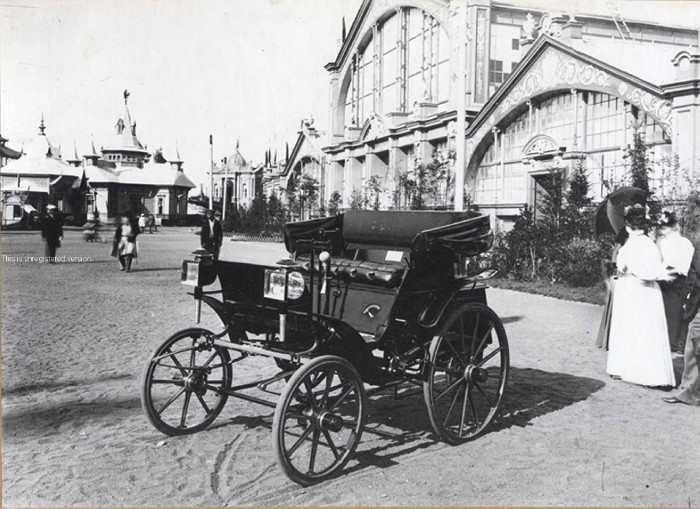
Jakovlev & Frese (1896)

Yakovlev & Frese (Russisch: Яковлев и Фрезе), in sommige bronnen Jakovlev & Frese, was de eerste Russische automobielbouwer.
Opgericht in 1896 als Masjinostrojitelny, Tsjoegoenno- i Medno-litejny Zavod E.A. Jakovleva, probeerde men het opnieuw in 1902 als Tovaristsjestvo Zavoda Jakovleva. Het eerste product was een Benz Velo in licentie, het tweede was een Georges Richard, waarschijnlijk in samenwerking met de firma Lidtke. De firma was gevestigd in Sint-Petersburg.